# 本奇馬吉地區
本奇馬吉地區（Bench Maji Zone）是埃塞俄比亞南方各族州的其中一個地區，面積23,442.76平方公里，西面是蘇丹，西北面與甘貝拉州接壤，東臨南奧莫地區。根據埃塞俄比亞中央統計局2005年的資料，本奇馬吉人口約468,525，其中男性234,817人，女性233,708人，9.1%居民住在市區，人口密度為每平方公里19.99人。